# Беланович, Екатерина Владимировна
Екатерина Владимировна Беланович (бел. Кацярына Уладзіміраўна Белановіч; род. 14 октября 1991, Барановичи, Брестская область), в девичестве Артюх (бел. Артюх) — белорусская легкоатлетка, специалистка по бегу с барьерами. Выступает за сборную Белоруссии по лёгкой атлетике с 2009 года, победительница и призёрка первенств национального значения, участница летних Олимпийских игр в Рио-де-Жанейро. Мастер спорта Республики Беларусь международного класса.

## Биография
Екатерина Артюх родилась 14 октября 1991 года в городе Барановичи Брестской области.
Впервые заявила о себе в лёгкой атлетике на международном уровне в сезоне 2009 года, когда вошла в состав белорусской национальной сборной и выступила на юниорском европейском первенстве в Нови-Саде, где в зачёте бега на 400 метров с барьерами с результатом 58,09 выиграла бронзовую медаль.
В 2010 году в той же дисциплине одержала победу на юниорском мировом первенстве в Монктоне (56,16), однако спустя несколько месяцев стало известно, что спортсменка провалила допинг-тест — в её пробе обнаружили следы запрещённого препарата метенолона. В итоге Международная ассоциация легкоатлетических федераций отстранила Артюх от участия в соревнованиях на 2 года, лишив её золотой медали чемпионата мира среди юниоров.
По окончании срока дисквалификации Екатерина Артюх возобновила спортивную карьеру и продолжила принимать участие в различных легкоатлетических стартах. Так, в 2014 году на чемпионате Белоруссии в Гродно с результатом 57,10 она превзошла всех своих соперниц в беге на 400 метров с барьерами и завоевала тем самым золотую медаль.
В 2015 году была шестой в Суперлиге командного чемпионата Европы в Чебоксарах (56,36).
В мае 2016 года на соревнованиях в Варшаве установила свой личный рекорд в барьерном беге на 400 метров — 55,59. На чемпионате Европы в Амстердаме сумела дойти до финала, где с результатом 56,10 финишировала пятой. Выполнив олимпийский квалификационный норматив, благополучно прошла отбор на летние Олимпийские игры в Рио-де-Жанейро — в программе бега на 400 метров с барьерами выбыла из борьбы за медали уже на предварительном квалификационном этапе, показав в своём забеге время 56,55.
За выдающиеся спортивные достижения удостоена почётного звания «Мастер спорта Республики Беларусь международного класса».